# Titelschutz-Journal Österreich
Das Titelschutz-Journal Österreich ist eine juristische Fachzeitschrift.

## Geschichte
Die Zeitschrift wurde 2009 von der rundy media GmbH, Mainaschaff als Fachtitel zum Thema Titelschutz sowie für die Veröffentlichung von Titelschutz-Anzeigen in Österreich gegründet. Bereits seit 2002 erscheint zudem eine eigenständige Ausgabe für den deutschen Markt, das Titelschutz-Journal.
Die österreichische Printausgabe erscheint 14-täglich donnerstags in einer Druckauflage von ca. 1.200 Exemplaren. Zu den Lesern gehören Buch-, Zeitungs- und Zeitschriftenverlage, Anwälte und Kanzleien für Marken-, Urheber- und Medien-Recht, Medien-Verbände, Tonträger, Hörfunk-, TV-, Film- und Software-Produzenten, TV- und Radio-Sender sowie Titelschutz-Agenturen.
Das Titelschutz-Journal Österreich veröffentlicht Titelschutz-Anzeigen gemäß § 80 des österreichischen Urheberrechts-Gesetzes sowie § 9 des Gesetzes gegen den unlauteren Wettbewerb. Eine solche Anzeige schützt die Titel von Druckschriften (z. B. Bücher, Printmedien), Film-, Ton- und Bühnenwerken sowie Software-Produkten und Websites bereits vor ihrem Erscheinen gegenüber der Verwendung des gleichen oder eines ähnlichen Titels durch eine andere Partei. Um wirksam zu sein, muss die Titelschutz-Anzeige in einem dafür üblicherweise benutzten Medium erfolgen.
Zudem informiert das Titelschutz-Journal Österreich über aktuelle Ereignisse und Urteile aus dem Bereich des Marken-, Urheber- sowie Medienrechts. Das Onlineportal enthält darüber hinaus Informationen zu dem Thema Titelschutz, bietet die Möglichkeit nationale sowie internationale Titel- und Markenrecherchen durchzuführen und enthält ein Archiv aller Printausgaben sowie eine Titel-Suchmaschine.

## Juristischer Hintergrund
Ein kennzeichnungskräftiger Titel ist bereits mit dem Erscheinen des Werks (Buch, Zeitschrift, Film etc.) geschützt, ohne dass es einer Registrierung oder sonstigen Formalität bedarf. Eine Vorverlegung dieses Schutzes durch eine Titelschutz-Anzeige gibt bereits während der Planungsphase Rechtssicherheit in Bezug auf den Namen des Werks.
Wichtig ist, dass das Werk innerhalb angemessener Frist nach Schaltung der Titelschutz-Anzeige, in der Regel nach fünf bis sechs Monaten, auf den Markt kommt. Ansonsten erlischt der Titelschutz und der Titel wird wieder frei.